# Сиера Невада (САЩ)
 Тази статия е за планината в Калифорния.  За планината в Испания вижте Сиера Невада.  
Сиера Невада (на испански: Sierra Nevada – „Снежни планини“) е мощна планинска верига в Западния пояс на Северноамериканските Кордилери, разположена в източната част на щата Калифорния (98%) и в западната част на щата Невада (2%) в САЩ. Разделя планинската система на Големия Басейн на изток от Централната калифорнийска долина на запад. Дължината ѝ от север на юг е 626 km, ширината – до 370 km, а площта – 102 594 km². Названието на планината има испански произход, буквално означаващо „снежни планини“ – така ги е нарекъл отец Педро Фонт (на испански: Padre Pedro Font) по време на второто пътешествие на Хуан Баутиста де Анса през 1776 г.
Най-високата точка на планината е връх Уитни 4419 m, издигащ се в южната ѝ част. Изградена е предимно от гранодиорити. Цялата планина е силно сеизмичен район. В подножието ѝ има множество термални източници и кални вулкани. Западният склон е полегат, с дълбоки долини, добре овлажнен и с растителност представена от вечнозелени храстови дъбове (до 1000 m н.в.), иглолистни гори (до 3000 m) и алпийски пасища (над 3000 m). Източният склон е стръмен, изрязан от речни дефилета, относително сух и с растителност представена от планински борови гори и редки хвойнови участъци. По най-високите части има вечни снегове. В северната ѝ част е разположено сладководно езеро Тахо. От планината са прокарани големи водопроводи, снабдяващи с питейна вода големите градски агломерации на Сан Франциско и Лос Анджелис. В нея са създадени 3 национални парка с цел опазване на дивата природа: „Йосемити“, „Секвоя“ и „Кингс Каньон“.